# Navy News
Navy News è la rivista ufficiale della Royal Navy. Fondata nel 1954 sotto forma cartacea, è stata affiancata nell'aprile 2007 da una versione digitale. Ogni edizione cartacea consta di un numero di pagine da 44 a 60 e viene pubblicato il primo di ogni mese, e la tiratura si attesta sulle 55 000 copie.

## Riconoscimenti
Ha vinto 117 premi nella competizione Communicators in Business (già Editing for Industry), e il premio Plain English Award in tre occasioni.